# الأكاديمية الأوروبية للعلوم والفنون

شعار الأكاديمية

الأكاديمية الأوروبية للعلوم والفنون (باللاتينية: Academia Scientiarum et Artium Europaea، وبالإنجليزية: European Academy of Sciences and Arts) هي جمعية علمية أوروبية غير ربحية مقرها مدينة زالتسبورغ النمساوية. أُسست سنة 1990، وضمت في عضويتها سنة 2015 نحو 1700 عالمًا وفنانًا من المبرزين في مجالاتهم، بينهم 29 من حائزي جائزة نوبل.
شارك في تأسيس الأكاديمية سنة 1990 كل من جراح القلب النمساوي فيلكس أونغر، والكاردينال فرانتس كونيغ، كبير أساقفة فيينا، والفيلسوف وأستاذ العلوم السياسية نيكولاوس لوبكوفيتش. تُموَّل الأكاديمية من قِبل الاتحاد الأوروبي وحكومة النمسا والوكالات العامة وهيئات خاصة، غير أنها تحافظ رغم ذلك على استقلالها الفكري والسياسي.

## تنظيم الأكاديمية وعضويتها
يُرشح الأعضاء من قِبل لجنة، ويُنتخبون بواسطة مجلس شيوخ الأكاديمية على أساس الجدارة والإنجاز، وتعد عضوية الأكاديمية جائزة في حد ذاتها وتقديرًا لإنجازات العضو. وينقسم أعضاء الأكاديمية إلى 7 فئات علمية:
1. الإنسانيات
2. الطب
3. الفنون
4. العلوم الطبيعية
5. العلوم الاجتماعية والقانون والاقتصاد
6. العلوم التقنية والبيئية
7. ديانات العالم

## وصلات خارجية
- الموقع الرسمي للأكاديمية (بالإنجليزية)